# Aloïs Blommaert
Aloïs (Wies) Jan Blommaert (Wuustwezel, 19 november 1912 - aldaar, 30 juni 1958) was een Vlaams auteur van hoofdzakelijk jeugdboeken, hagiografieën en historische romans.

## Levensloop
Blommaert was de zoon van een politieagent, afkomstig uit Oost-Vlaanderen. Na onderwijs te hebben genoten in Wuustwezel en bij de Broeders van Liefde te Merksem, ging hij in 1926 naar de katholieke normaalschool te Antwerpen. Na zijn legerdienst werd hij tot onderwijzer benoemd in zijn geboortedorp.
Blommaert huwde in 1936 met Clem Meyssen, afkomstig uit Hamont. Zelf schreef ze ook enkele verhalenbundels en sprookjes voor kinderen. Op latere leeftijd schreef ze eveneens haiku's.
In 1939 werd Blommaert het slachtoffer van een longziekte waarvan hij nooit helemaal zou herstellen. Hij bleef vaak bedlegerig en diende zijn onderwijzersloopbaan stop te zetten. Hij verbleef van 1945 tot 1948 in een Zwitsers sanatorium. Jaarlijks ging de gelovige Blommaert samen met zijn vrouw op ziekenbedevaart naar Lourdes. Twee weken na zijn laatste reis in 1958 stierf hij op 45-jarige leeftijd.
In Wuustwezel is een straat naar hem vernoemd. Ook het cultureel centrum in de gemeente wordt in 2001 naar hem vernoemd.

## Werk
Reeds op 13-jarige leeftijd schreef Blommaert zijn eerste verhalen voor de jeugd. In het totaal schreef hij 50-tal jeugdboeken in de vorm van avonturenverhalen en sprookjes voor de jeugd maar hij schreef ook romans voor volwassenen. Het zijn meestal historische, folkloristische of natuurkundige verhalen die alle een opvoedkundige inslag hadden. Ook tijdens zijn ziekte bleef hij schrijven. Voor het tijdschrift van de langdurige zieken Onder Ons schreef hij onder de pseudoniemen Wies Veteraan en Professor Letterman.

### Jeugdboeken
- Indië, het land der geheimnis (1935)
- Toon Mijzen (1935)
- De 'Wereldschool' bij de kabouters (1935)
- De oorlogsjaren van Lewieke (1936)
- De bekeerde reus (1936)
- ´t Eenzame graf (1936)
- De bende van meester Wies (1937)
- Jan Sukkel (1937)
- De nieuwe (1937)
- Sus, de zwerver (1937)
- Seppe (1937)
- Lange Jef (1938)
- Gezworen kameraden (1939)
- Vier tegen vier (1940)
- Willibrord (1942)
- Bonte bende (1943)
- Avonturen van Stalen Vuist (1944)
- Berthold de moedige (1944)
- Flinke kerels (1945)
- Van vier woudlopers en een dubbele knoop (1948), bekroond met de Driejaarlijkse Prijs van de provincie Antwerpen voor het jeugdverhaal
- Reinaert de Vos (1950)
- Tijl Uilenspiegel (1950)
- Onze jongens in het vuur (1951)
- Het toverland van Nolleke Meizen (1951)
- De Leeuwen klauwen (1952)
- Meneerke Molleman (1952)
- De koning van de beek (1952)
- Jan Pannekoek bij de grotmensen (1952)
- De duivel in de put (1952)
- Reporter Stikker op goudjacht (1952)
- Fried, de jonge kruisridder (1953)
- Het gestolen millioen (1954)
- De linten uit het haar (1954)
- Kooi de smid (1955)
- Avonturen in grotten en gangen (1955)
- Avontuur in gang no 7 (1955)
- De familie Trippel-Trappel-Troppel (1955)
- Met Tamara op avontuur (1956), bekroond als beste jeugdboek Sheed & Ward
- De Trippel-Trappel-Troppeltjes in nood (1956)
- Dieven op de Trippel-Trappel-Troppelberg (1956)
- Twee zusjes en een broereman (1957)
- De droom van Pietje de Schaper (1957)
- De Leie, gouden rivier (1957)
- Gent, de trotse stede (1958)
- De jongens van Tamara (1958)

### Romans
- Kuningas (1941)
- Het moeilijke begin (1943)
- Zwarte heide (1944), bekroond als beste Kempische historische verhaal door de Vereniging van Kempense schrijvers
- Heksenjong (1944)
- De laatste vracht (1945)
- De varkensboer (1945)
- Wroeters (1945)
- Piet Pauwels schrijft een roman (1954)
- De heikeuters (1957)